# Lim Kyung-hee

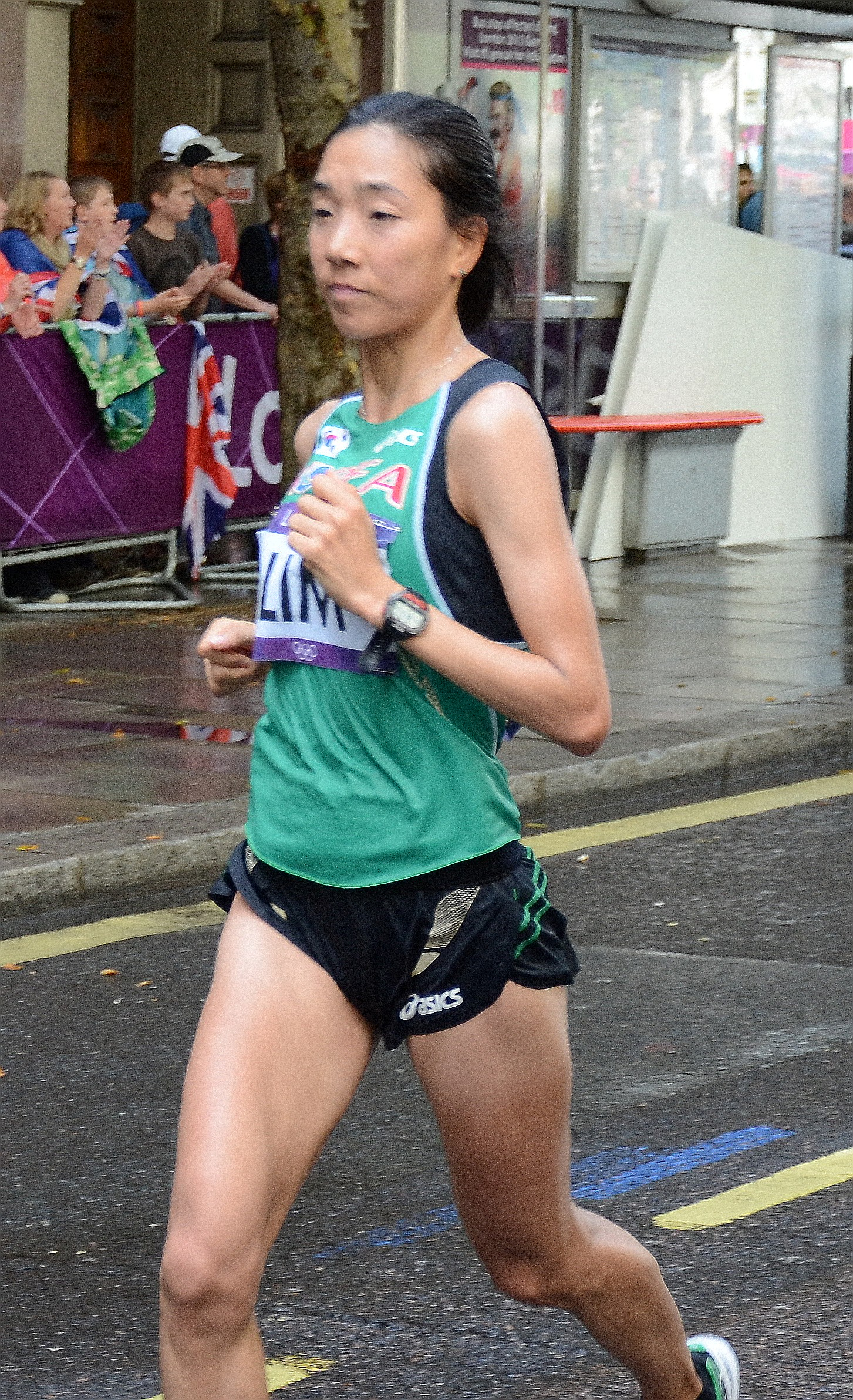
Lim Kyung-Hee bei den Olympischen Spielen 2012

Lim Kyung-hee (* 16. November 1982) ist eine südkoreanische Marathonläuferin.
2001 wurde sie Dritte beim Chuncheon-Marathon und 2002 Fünfte beim Seoul International Marathon. Nach zweiten Plätzen 2004 in Chuncheon und 2006 beim Seoul International Marathon kam sie bei den Leichtathletik-Weltmeisterschaften 2007 in Osaka auf den 44. Platz.
2008 wurde sie Dritte beim JoongAng Seoul Marathon, 2009 gewann sie den Inuyama-Halbmarathon, und 2010 wurde sie Elfte beim Daegu-Marathon. 2011 wurde sie Neunte in Daegu und gewann den Gyeongju International Marathon. 2012 folgte einem 14. Platz beim Seoul International Marathon ein dritter in Daegu.

## Persönliche Bestzeiten
- Halbmarathon: 1:11:14 h, 22. Februar 2009, Inuyama (südkoreanischer Rekord)
- Marathon: 2:32:49 h, 8. April 2012, Daegu